# Fuglie
Fuglie is een plaats in de gemeente Trelleborg in het Zweedse landschap Skåne en de provincie Skåne län. De plaats heeft 105 inwoners (2005) en een oppervlakte van 9 hectare. Fuglie wordt vrijwel geheel omringd door akkers. In de plaats staat de kerk Fuglie kyrka, deze kerk stamt uit 1904 en is gebouwd in de neogotische bouwstijl. Er zijn twee verschillende runenstenen in het Fuglie te vinden. De stad Trelleborg ligt zo'n tien kilometer ten zuiden van het dorp.

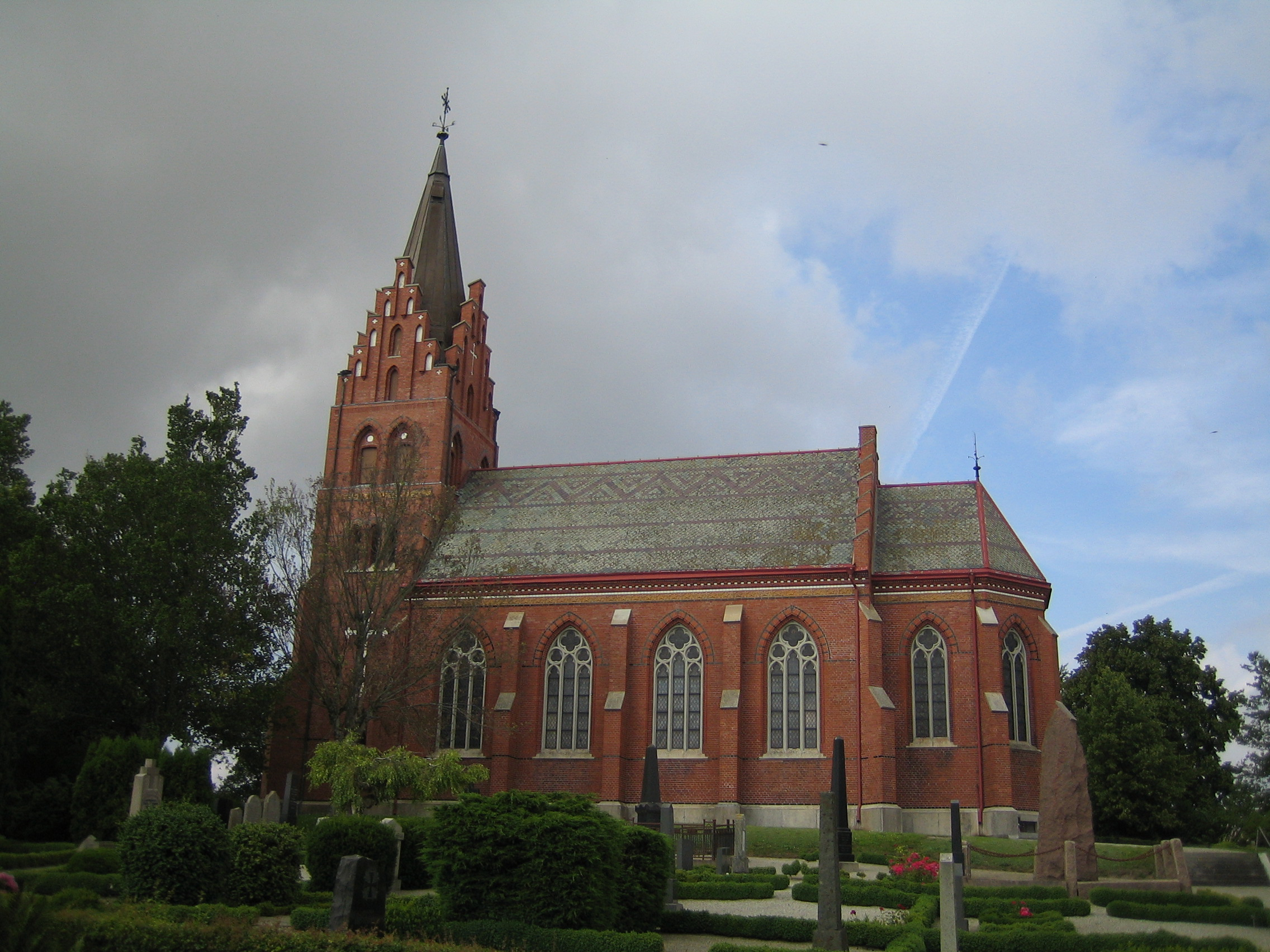
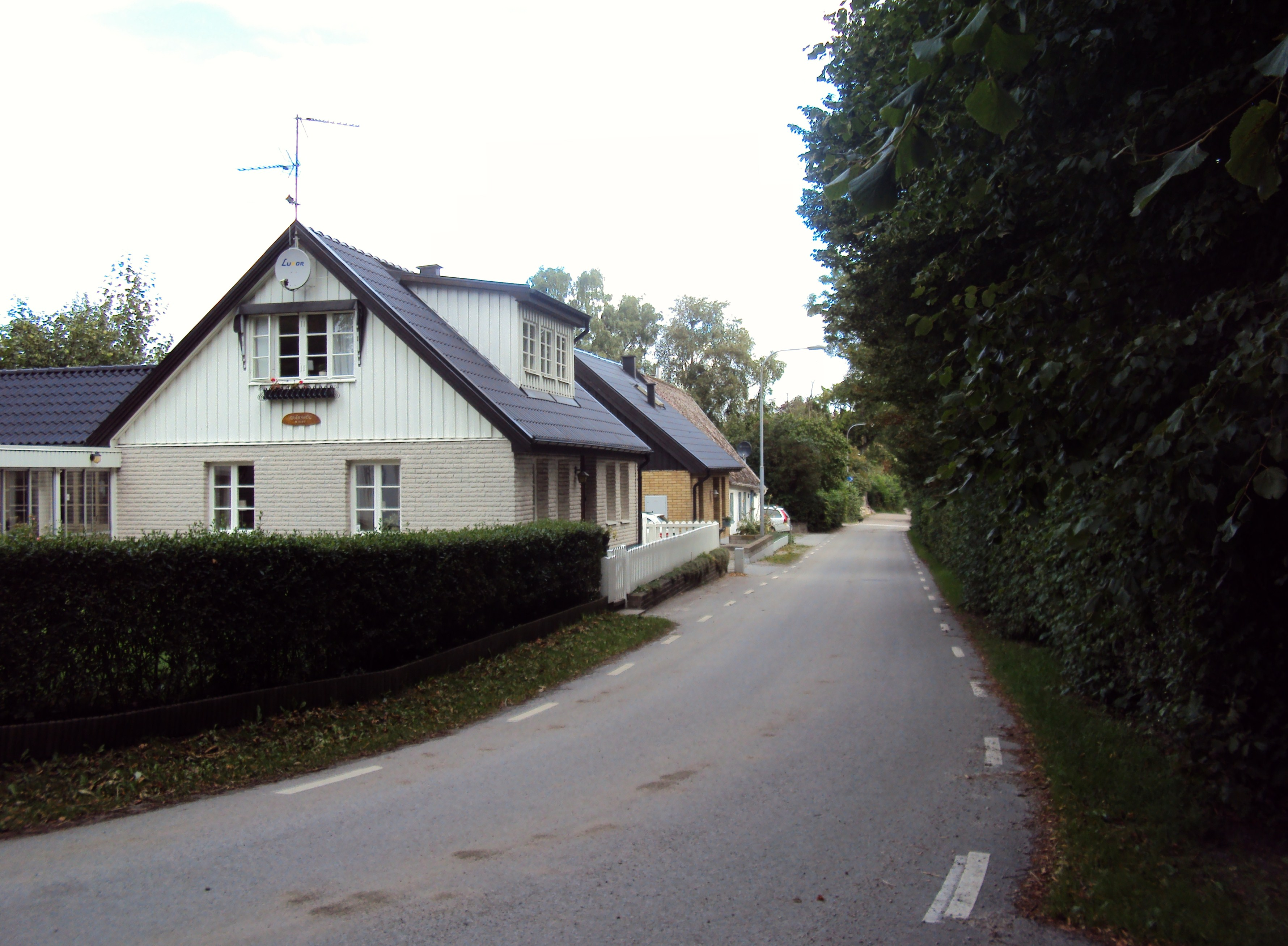